# 亞歷山德里夫卡 (日托米爾區)
50°8′28″N 27°47′42″E / 50.14111°N 27.79500°E
亞歷山德里夫卡（烏克蘭語：Олександрівка），是烏克蘭北部的村落，隸屬日托米爾州的日托米爾區。該村始建於1637年，面積20平方公里，海拔高度249米，2001年人口32。